# Reißberg
Der Reißberg ist eine Erhebung in Greiz im Landkreis Greiz in Thüringen und ist zugleich Name des darauf liegenden Siedlungsgebietes.
Politisch gehört der Reißberg zur Innenstadt von Greiz und war nie Teil einer anderen Gemeinde.

## Lage
Der Reißberg stellt eine östliche Hochebene der Weißen Elster dar und liegt nördlich des Zentrums von Greiz. Er wird geographisch im Norden vom Krümmetal und im Süden von der Lehmgrube begrenzt. Östlich befindet sich der Stadtteil Pohlitz, im Westen schließt sich am Hang das Kreiskrankenhaus Greiz und der Stadtpark an.

## Geschichte der Bebauung
Bis zum Ende des 19. Jahrhunderts war der Reißberg unbebaut und wurde landwirtschaftlich genutzt. Um 1890 entstand dann mit der Villa „Wagner“ das erste Gebäude des Gebiets. 1893 wurde mit dem „Roten Haus“ das erste Gebäude des heutigen Greizer Krankenhaus am Rand des Reißberges errichtet. Die Bebauung wurde ab 1904 mit der Gründung des „Christlichen Arbeitervereins zu Greiz“ fortgesetzt. Dieser errichtete Kleingärten am östlichen Rand des Reißberges, die heute als „Gartenverein Reißberg 04“ organisiert sind. Weitere Wohnhäuser entstanden ab 1910 durch Vereinsmitglieder in der Nähe der Anlage und auf dem restlichen Reißberg hauptsächlich durch wohlhabende Fabrikanten. Die lockere Bebauung mit Gartenanlagen vermittelt auch heute noch ein ländliches Flair und steht im Gegensatz zu den Villen in der Neustadt.
Dieser „alte Reißberg“ ist in seiner Bebauung ungefähr seit dem Zweiten Weltkrieg unverändert. Ab 1976 entstanden dann im Rahmen des Wohnungsbauprogramms der DDR auf den Feldern westlich dieses Gebietes Wohnblöcke mit ca. 2000 Wohnungen. Auf dem zentral gelegenen Reißbergplatz, der zuvor als Fußballplatz genutzt wurde, entstand ungefähr zur selben Zeit ein Abenteuerspielplatz. Ab 1980 wurde zudem das Wohngebiet „Zaschberg“ im Nordosten des Reißberges errichtet.
Die Neubaugebiete Reißberg-Pohlitz sowie Zaschberg sollten laut dem Greizer Stadtentwicklungskonzept von 2003 bis zum Jahr 2020 komplett abgerissen werden. Die Mehrzahl der Wohnblöcke ist jedoch bis heute noch vorhanden und bewohnt, zumeist aber unsaniert.

## Verkehr
Der Reißberg ist über mehrere Straßen an das Stadtzentrum angebunden. Die östlich aus der Siedlung führende Gerhart-Hauptmann-Straße wurde mit dem Neubaugebiet Reißberg-Pohlitz errichtet und verläuft nach Pohlitz. Das westlich gelegene Krankenhaus ist über eine per Schranke geregelte Straße angebunden.
Im Öffentlichen Personennahverkehr ist der Reißberg mit der Buslinie 6 der PRG Greiz im Viertelstundentakt ins Greizer Stadtzentrum angebunden. Stündlich fahren die Busse über den Reißbergplatz und das Krankenhaus in die Stadt.